# Kris Meeke

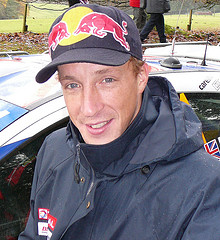
Kris Meeke

Kris Meeke (Dungannon, 1979. július 2. –) brit raliversenyző, a 2009-es interkontinentális ralibajnokság győztese. Jelenleg a Toyota gyári csapatának versenyzője a rali-világbajnokságon.

## Pályafutása

### Rali-világbajnokság
A 2002-es brit ralin debütált a világbajnokságon, egy Ford Puma-val. 2003 és 2006 között a junior rali-világbajnokságon versenyzett. Első évében két alkalommal fejezett be versenyt, ebből egyszer másodikként. 2004-ben két dobogós, valamint további két pontot érő helyezést ért el, és a bajnokság hetedik helyén zárt. 2005-ben, kategória elsőként végzett a Monte Carlo-ralin, és a szezon további versenyein is minden alkalommal pontszerző helyen ért célba. Ez a teljesítmény a bajnokság harmadik helyére volt elég. A 2006-os szezonban egy győzelmet, egy harmadik és egy ötödik helyet szerzett, végül a bajnokság hetedik helyén végzett.

### Interkontinentális ralibajnokság
2009-ben az Interkontinentális ralibajnokság versenyein vett részt. A szezon során négy futamot nyert meg, valamint további háromszor végzett pontszerző helyen. Ez a teljesítmény a bajnoki címet jelentette számára.
2010-ben is ebben a sorozatban vett részt. Ebben a szezonban 1 győzelmet szerzett Braziliában a Curitiba-rali-n. A címért vivott harcot elvesztette a gyári Škoda-val versenyző Juho Hänninen-el szemben. Az idényt a harmadik pozícióban zárta, 39 ponttal.

## Eredményei

### Interkontinentális ralibajnokság
Eredménylista
| Év      | Csapat     | Autó              | 1      | 2     | 3      | 4     | 5      | 6      | 7     | 8      | 9     | 10    | 11      | 12  | Helyezés | Pontok |
| ------- | ---------- | ----------------- | ------ | ----- | ------ | ----- | ------ | ------ | ----- | ------ | ----- | ----- | ------- | --- | -------- | ------ |
| 2009    | Peugeot UK | Peugeot 207 S2000 | MON Ki | BRA 1 | KEN    | POR 1 | BEL 1  | RUS    | POR 5 | CZE 2  | ESP 2 | ITA 1 | SCO Kiz |     | 1.       | 66     |
| 2010    | Peugeot UK | Peugeot 207 S2000 | MON Ki | BRA 1 | ARG Ki | ITA 4 | BEL Ki | AZO Ki | MAD 2 | CZE Ki | ESP 4 | ITA 4 | SCO 3   | CYP | 3.       | 39     |
| Forrás: |            |                   |        |       |        |       |        |        |       |        |       |       |         |     |          |        |

Győzelmek
| #  | Dátum                   | Rali          | Navigátor  | Autó              | Összefoglaló |
| -- | ----------------------- | ------------- | ---------- | ----------------- | ------------ |
| 1. | 2009. március 5-7.      | Curitiba-rali | Paul Nagle | Peugeot 207 S2000 | Összefoglaló |
| 2. | 2009. május 7-9.        | Azori rali    | Paul Nagle | Peugeot 207 S2000 | Összefoglaló |
| 3. | 2009. június 18-20.     | Ypres-rali    | Paul Nagle | Peugeot 207 S2000 | Összefoglaló |
| 4. | 2009. szeptember 24-26. | San Remo-rali | Paul Nagle | Peugeot 207 S2000 | Összefoglaló |
| 5. | 2010. március 4-6.      | Curitiba-rali | Paul Nagle | Peugeot 207 S2000 | Összefoglaló |

Statisztika
| Év       | Helyezés | Versenyek/ célbaérés | Pontok | Győzelmek | Dobogók | Szakasz győzelmek |
| -------- | -------- | -------------------- | ------ | --------- | ------- | ----------------- |
| 2009     | 1.       | 9/7                  | 60     | 4         | 6       | 44                |
| 2010     |          | 2/1                  | 10     | 1         | 1       | 6                 |
| Összesen |          | 11/8                 | 70     | 5         | 7       | 50                |

### Győzelmei
| # | Rali                                    | Szezon | Navigátor  | Autó            |
| - | --------------------------------------- | ------ | ---------- | --------------- |
| 1 | 35th Rally Argentina                    | 2015   | Paul Nagle | Citroën DS3 WRC |
| 2 | 50º Rally de Portugal                   | 2016   | Paul Nagle | Citroën DS3 WRC |
| 3 | 66th Rally Finland                      | 2016   | Paul Nagle | Citroën DS3 WRC |
| 4 | 31º Rally Guanajuato México             | 2017   | Paul Nagle | Citroën C3 WRC  |
| 5 | 53° RallyRACC Catalunya - Costa Daurada | 2017   | Paul Nagle | Citroën C3 WRC  |

| Év      | Csapat                      | Autó                       | 1      | 2      | 3      | 4      | 5      | 6      | 7      | 8      | 9      | 10     | 11     | 12     | 13     | 14     | 15     | 16     | Helyezés | Pontok |
| ------- | --------------------------- | -------------------------- | ------ | ------ | ------ | ------ | ------ | ------ | ------ | ------ | ------ | ------ | ------ | ------ | ------ | ------ | ------ | ------ | -------- | ------ |
| 2002    | Kris Meeke                  | Ford Puma S1600            | MON    | SWE    | FRA    | ESP    | CYP    | ARG    | GRE    | KEN    | FIN    | GER    | ITA    | NZL    | AUS    | GBR Ki |        |        | NK       | 0      |
| 2003    | Kris Meeke                  | Opel Corsa S1600           | MON 29 | SWE    | TUR Ki | NZL    | ARG    | GRE Ki | CYP    | GER    | FIN Ki | AUS    | ITA Ki | FRA    | ESP 19 | GBR Ki |        |        | NK       | 0      |
| 2004    | Kris Meeke                  | Opel Corsa S1600           | MON 14 | SWE    | MEX    | NZL    | CYP    | GRE Ki | TUR Ki | ARG    | FIN Ki | GER    | JPN    | GBR 20 | ITA 16 | FRA    |        |        | NK       | 0      |
| 2004    | Kris Meeke                  | Citroën C2 S1600           |        |        |        |        |        |        |        |        |        |        |        |        |        |        | ESP 25 | AUS    | NK       | 0      |
| 2005    | Kris Meeke                  | Citroën C2 S1600           | MON 11 | SWE    | MEX    | NZL    | ITA 20 | CYP    | TUR    | GRE 26 | ARG    | FIN 39 | GER 14 |        | JPN    | FRA 25 | ESP 28 | AUS    | NK       | 0      |
| 2005    | Kris Meeke                  | Subaru Impreza WRC         |        |        |        |        |        |        |        |        |        |        |        | GBR 9  |        |        |        |        | NK       | 0      |
| 2006    | Kris Meeke                  | Citroën C2 S1600           | MON    | SWE    | MEX    | ESP 19 | FRA Ki | ARG    | ITA    | GRE    | GER 16 | FIN Ki | JPN    | CYP    | TUR 20 | AUS    | NZL    | GBR Ki | NK       | 0      |
| 2007    | Kris Meeke                  | Subaru Impreza WRC         | MON    | SWE    | NOR    | MEX    | POR    | ARG    | ITA    | GRE    | FIN    | GER    | NZL    | ESP    | FRA    | JPN    | IRE Ki | GBR    | NK       | 0      |
| 2008    | Kris Meeke                  | Renault Clio S1600         | MON    | SWE    | MEX    | ARG    | JOR    | ITA    | GRE    | TUR    | FIN    | GER 24 |        |        |        |        |        |        | NK       | 0      |
| 2008    | Interspeed Racing Team      | Renault Clio R3            |        |        |        |        |        |        |        |        |        |        | NZL    | ESP Ki | FRA    | JPN    | GBR    |        | NK       | 0      |
| 2011    | Mini WRC Team               | Mini John Cooper Works WRC | SWE    | MEX    | POR    | JOR    | ITA Ki | ARG    | GRE    | FIN Ki | GER Ki | AUS    | FRA Ki | ESP 5  | GBR 4  |        |        |        | 11.      | 25     |
| 2013    | Citroen Total Abu Dhabi WRT | Citroën DS3 WRC            | MON    | SWE    | MEX    | POR    | ARG    | GRE    | ITA    | FIN Ki | GER    | AUS Ki | FRA    | ESP    | GBR    |        |        |        | NK       | 0      |
| 2014    | Citroen Total Abu Dhabi WRT | Citroën DS3 WRC            | MON 3  | SWE 10 | MEX Ki | POR Ki | ARG 3  | ITA 18 | POL 7  | FIN 3  | GER Ki | AUS 4  | FRA 3  | ESP 19 | GBR 6  |        |        |        | 7.       | 92     |
| 2015    | Citroen Total Abu Dhabi WRT | Citroën DS3 WRC            | MON 10 | SWE 7  | MEX 16 | ARG 1  | POR 4  | ITA 24 | POL 7  | FIN 17 | GER 12 | AUS 3  | FRA 4  | ESP 5  | GBR 2  |        |        |        | 5.       | 112    |
| 2016    | Abu Dhabi Total WRT         | Citroën DS3 WRC            | MON Ki | SWE 23 | MEX    | ARG    | POR 1  | ITA    | POL    | FIN 1  | GER    | CHN C  | FRA 16 | ESP Ki | GBR 5  | AUS    |        |        | 9.       | 64     |
| 2017    | Citroen Total Abu Dhabi WRT | Citroën C3 WRC             | MON Ki | SWE 12 | MEX 1  | FRA Ki | ARG Ki | POR 18 | ITA Ki | POL    | FIN 8  | GER Ki | ESP 1  | GBR 7  | AUS 7  |        |        |        | 7.       | 77     |
| 2018    | Citroen Total Abu Dhabi WRT | Citroën C3 WRC             | MON 4  | SWE Ki | MEX 3  | FRA 9  | ARG 7  | POR Ki | ITA WD | FIN    | GER    | TUR    | GBR    | ESP    | AUS    |        |        |        | 14.      | 43     |
| 2019    | Toyota Gazoo Racing WRT     | Toyota Yaris WRC           | MON 6  | SWE 6  | MEX 5  | FRA 9  | ARG 4  | CHL 10 | POR Ki | ITA 8  | FIN Ki | GER 2  | TUR 7  | GBR 4  | ESP    | AUS    |        |        | 5.*      | 98*    |
| Forrás: |                             |                            |        |        |        |        |        |        |        |        |        |        |        |        |        |        |        |        |          |        |

## Külső hivatkozások
- Hivatalos honlapja